# گیلدر تپه
گیلدر تپه مربوط به اوایل دوران‌های تاریخی پس از اسلام است و در شهرستان همدان، بخش مرکزی، دهستان سنگستان، اراضی روستای گرگوز و قمچاق واقع شده و این اثر در تاریخ ۲۳ بهمن ۱۳۸۵ با شمارهٔ ثبت ۱۷۱۲۹ به‌عنوان یکی از آثار ملی ایران به ثبت رسیده است.